# Sidney Thornton
Sidney Thornton (New Orleans, Louisiana; 2 de septiembre de 1954 – 28 de enero de 2023) fue un jugador estadounidense de fútbol americano que jugó seis temporadas en la NFL en la posición de running back y fue dos veces campeón del Super Bowl.

## Biografía
Fue elegido en la segunda ronda en la posición global 48 por los Pittsburgh Steelers en 1977 de los Northwestern State Demons. En sus seis temporadas en la NFL acumuló 1512 yardas terrestres en 356 acarreos, 18 touchdowns, 46 recepciones para 515 yardas aéreas en 74 partidos con los Pittsburgh Steelers y ganó el Super Bowl en 1979 y 1980, siempre como suplente del histórico Franco Harris, y dejaría al equipo en 1982.
En 1984 jugaría por una temporada en la USFL con los Oklahoma Outlaws, donde corrió para 282 yardas en 101 acarreos.